# الایمیا
الایمیا یک شهرداری در الجزایر است که در استان معسکر واقع شده‌است.

## خصوصیات
الایمیا ۶٬۷۵۰ نفر جمعیت دارد.